# Damanski
Damanski of Zhenbao (Traditioneel Chinees: 珍寶島; Vereenvoudigd Chinees: 珍宝岛; Pinyin: Zhēnbǎo dǎo, letterlijk vertaald "Schatteneiland"; Russisch: о́стров Дама́нский) is een klein eiland van 0,74 km² in de Oessoeri op de grens tussen Rusland (kraj Primorje) en China (provincie Heilongjiang).
Het was de inzet van het territoriaal geschil tussen de Sovjet-Unie en China. Gevechten die een aanzienlijk aantal mensenlevens kostten werden omwille van het eiland uitgevochten tijdens het grensconflict tussen China en de Sovjet-Unie van 1969. Op 19 mei 1991 kwam het tot een akkoord: het eiland behoort toe aan China.